# HD 23719
HD 23719，又名CD-47 1147，SAO 216470、HR 1169，是一颗恒星，视星等为5.73，位于銀經255.67，銀緯-50.63，其B1900.0坐标为赤經3h 42m 9.4s，赤緯-47° -50.63′ 16″。